# Samochód pancerny

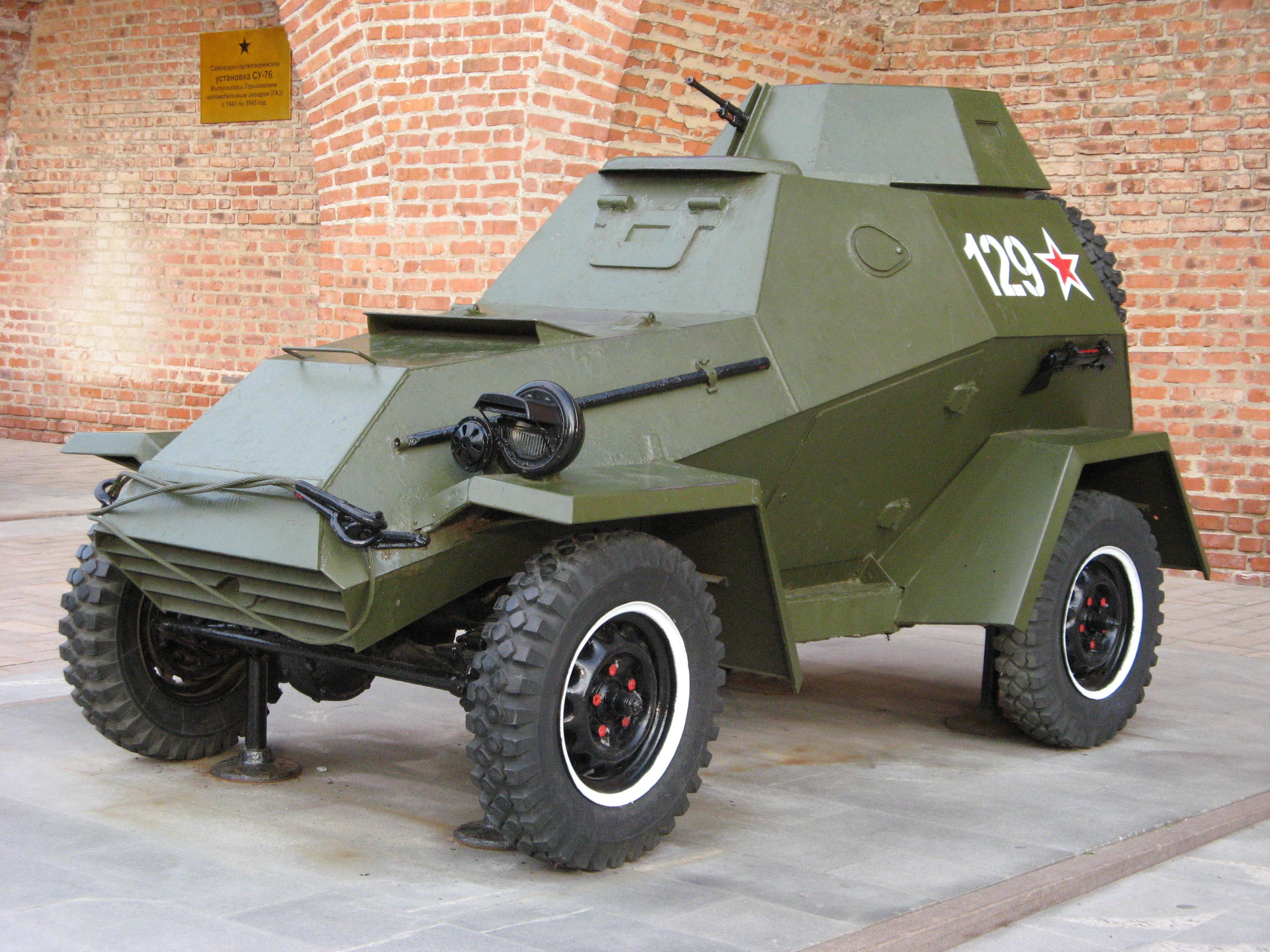
Radziecki BA-64 z okresu II wojny światowej

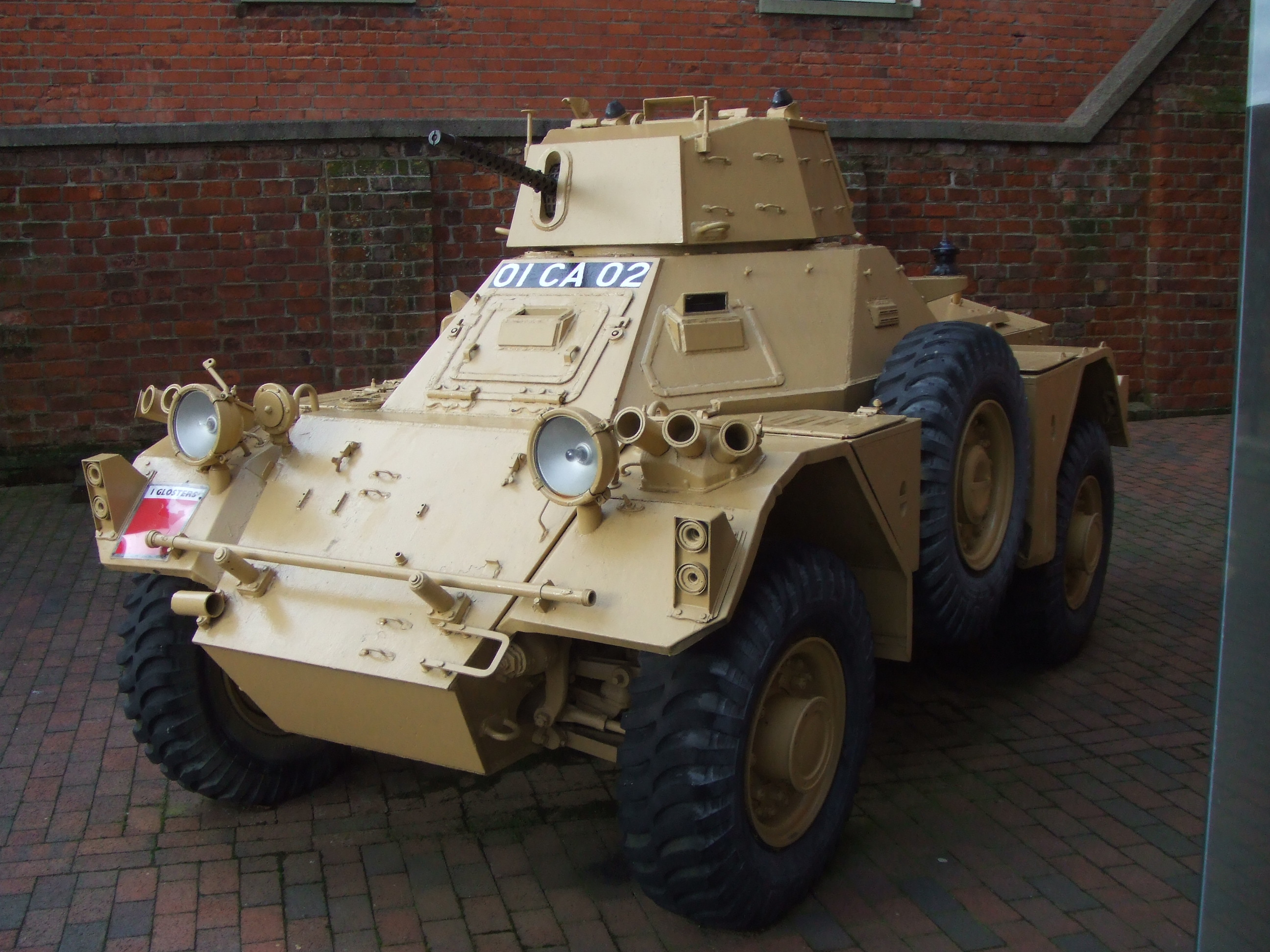
Brytyjski Daimler Ferret z okresu zimnej wojny

Samochód pancerny – lekki wóz bojowy najczęściej o podwoziu kołowym rzadziej półgąsienicowym charakteryzujący się dużą mobilnością ale słabym opancerzeniem i uzbrojeniem.

## Charakterystyka
Samochody pancerne przystosowane są do zróżnicowanych zadań, głównie wspierających i rozpoznawczych. Ich opancerzenie zazwyczaj chroniło tylko przed pociskami karabinowymi i odłamkami, natomiast uzbrojenie stanowił karabin maszynowy lub działko umieszczone najczęściej w wieży obrotowej. W zależności od masy i uzbrojenia czasami wyróżnia się wersje lekkie, średnie i ciężkie tych pojazdów. Samochodów pancernych nie należy mylić z kołowymi transporterami opancerzonymi, których zadaniem jest przewożenie żołnierzy.

## Historia

### Początek XX wieku
Samochodów pancernych użyto pierwszy raz podczas II wojny burskiej. W okresie I wojny światowej znalazły się na wyposażeniu walczących stron, nie odgrywając jednak większej roli. Używano ich głównie na froncie wschodnim, gdzie walki manewrowe pozwalały wykorzystać atut ich mobilności. Szczególną popularność zdobyły w czasie wojny domowej w Rosji, cechującej się dynamicznymi zmianami sytuacji na froncie. Ich zadaniem w tym okresie było przede wszystkim wspieranie piechoty i kawalerii towarzysząc im zarówno w obronie jak i ataku. Improwizowane samochody pancerne były wykorzystywane w trakcie walk o Lwów, a na szerszą skalę Wojsko Polskie wykorzystywało je w czasie wojny polsko-bolszewickiej.

### II wojna światowa
W okresie II wojny światowej ich rola uległa rozszerzeniu co wiązało się z wykonywaniem zadań rozpoznawczych, zwalczaniem oddziałów partyzanckich, a także pełnieniem roli wozów dowodzenia, łączności i niekiedy lekkich niszczycieli czołgów. 

### Współcześnie
Współcześnie termin „samochód pancerny” zasadniczo wyszedł z użycia, ze względu na fakt, że po II wojnie światowej w większości armii jego zadania zostały przejęte przez bardziej wyspecjalizowane pojazdy: 
- samochody opancerzone – lekko opancerzone wielozadaniowe samochody (np. AMZ Dzik, International MaxxPro)
- opancerzone transportery rozpoznawcze (np. BRDM-2, EE-9 Cascavel)
- bojowe wozy rozpoznawcze (np. ERC 90 Sagaie, Luchs)